# Murphy, Texas
Murphy là một thành phố thuộc quận Collin, tiểu bang Texas, Hoa Kỳ. Năm 2010, dân số của xã này là 17708 người.

## Dân số
- Dân số năm 2000: 3099 người.
- Dân số năm 2010: 17708 người.